# Jean Weidt
Jean Weidt (nom de scène de Hans Weidt, né le 7 octobre 1904 à Barmbek et mort le 29 août 1988) est un danseur et chorégraphe allemand qui dut fuir en France à cause des persécutions du Troisième Reich. De 1933 à 1948, il se produisit principalement sur les scènes parisiennes,.
Jean Weidt est considéré comme l'un des pionniers de la danse expressionniste,.

## Biographie

### Hambourg: les débuts
Hans Weidt est né à Barmbek, qui n'était encore à l'époque qu'un village à l'est de Hambourg. Il grandit dans des conditions misérables, avec un père décrit comme un « social-démocrate alcoolique ». À 16 ans, dans une Allemagne en proie à l'austérité économique et aux troubles révolutionnaires, il quitta ses parents pour assouvir sa passion de la danse. Il se fit jardinier puis portefaix sur le terminal à charbon de Hambourg pour gagner sa vie et se payer des leçons de danse : il étudia d'abord sous la direction de Sigurd Leeder (1921), puis d'Olga Brandt-Knack. De 1925 à 1928, il se produisit avec une troupe de danse, à la Curiohaus et au modeste Kammerspiele Theatre, tous deux situés à Hambourg : il y présenta ses chorégraphies  "Aufruf" (L'appel), "Der Arbeiter" (L’ouvrier) et Tanz mit der roten Fahne (« Danse au drapeau rouge »). Vers la fin de la décennie, sa professeur Olga Brandt-Knack le recommanda à l’Opéra d'État de Hambourg, où il interpréta en 1928 le premier rôle dans la pantomime "Der Gaukler und das Klingelspiel" (Le saltimbanque et les cloches), qui le fit connaître du jeune imprésario Gustaf Gründgens, de l'écrivain Klaus Mann et de la danseuse et chorégraphe Mary Wigman.
La défaite de l'Allemagne et son effondrement économique, s'accompagnaient d'une crise politique majeure : Hans Weidt devint un membre actif de l'élite culturelle de gauche. Il se signala par son comportement lors de l'insurrection de Hambourg qui éclata en octobre 1923. Lui-même se considérait comme un représentant de la classe laborieuse : il produisait volontiers ses spectacles, inspirés du réalisme social, devant un public d'ouvriers. Sa danse « n’était pas tant une incursion dans l’expressionnisme ou un quelconque courant esthétique, qu’une sorte d’Agitprop qui devait encore faire ses preuves de point de vue artistique. [Son] propos était de donner une forme appropriée et moderne à des thèmes jusque-là dénigrés. »

### Les succès et l'engagement politique
Avec sa troupe Roten Tänzer, Hans Weidt partit pour Berlin en 1929, où il animait des soirées politiques. Le directeur de théâtre Erwin Piscator l'engagea au Renaissance-Theater, et c'est ainsi qu'à partir de 1931, il présenta ses réalisations au Wallner Theatre, avec un programme comportant Tai Yang erwacht (« L'éveil de Taï Yang ») de Friedrich Wolf, dont les décors étaient dessinés par le jeune John Heartfield.   
En réaction à la poussée du fascisme en Allemagne, Weidt adhéra au Parti communiste en 1931. Il se mit à coopérer avec le collectif Truppe 31, un groupe d'artistes militants réunis autour de l'acteur et réalisateur Gustav von Wangenheim : il y avait parmi ses membres Ludwig Renn, Hans Rodenberg, John Heartfield et Arthur Pieck. Ce groupe produisait des satires sociales dont "Die Mausefalle" (La souricière), "Passion eines Menschen" (Passion d'un peuple) ou "Die Ehe" (Le Mariage). Weidt s'imposa comme un important protagoniste du théâtre politique sous la République de Weimar, ses chorégraphies traitant de problèmes sociaux. Il dénonça sans relâche les dangers et la montée du fascisme en Allemagne et en Europe : dans sa chorégraphie Potsdam (1932), par exemple, les danseurs portent des masques grimaçants de Hitler et de ses complices Hugenberg et von Papen.
Dès la prise de pouvoir des nazis en janvier 1933, Hans Weidt fut arrêté. Sa salle de danse et son appartement du sud de Berlin furent détruits, ainsi que les masques et sculptures qu'avait réalisés pour lui Richard Steffens. Weidt passa plusieurs semaines dans la prison de Charlottenburg où il fut battu et humilié ; mais finalement le directeur de théâtre Karlheinz Martin obtint sa relaxe.

### L'exil en France
Au mois de mai 1933, Hans Weidt parvint à s'enfuir pour Moscou, et de là il put partir à Paris, devenu le quartier-général informel du Parti Communiste allemand en exil. Là, il fit la connaissance de Jean Gabin, Maurice Chevalier, Pablo Picasso (pour qui il posa comme modèle à de nombreuses reprises) et Josephine Baker. Paris devint désormais son refuge, bien qu'il continuât ses tournées à Prague et Moscou. C'est à ce moment qu'il francisa son nom en Jean Weidt.
Il créa à Paris en 1938 le « Ballet 38 » avec les meilleurs danseurs et chorégraphes français du moment
, et, selon son fils Andreas, il se targuait alors de diriger l'élite de la danse moderne en France. Ses chorégraphies ont beaucoup contribué au succès à l'écran de « L’Apprenti-sorcier » (Der Zauberlehrling) de Max Reichmann.

### Sous l'Occupation
En réponse au Pacte germano-soviétique pour annexer la Pologne, les gouvernements français et britannique declarèrent la guerre à l'Allemagne au début du mois de septembre 1939. Si, pour la plupart des Parisiens et des Londoniens, les conséquences de la guerre avec l'Allemagne étaient encore incertaines, pour Jean Weidt et des milliers d'autres exilés et réfugiés politiques, le répit fut de brève durée : il était considéré comme indésirable en France, et à ce titre risquait à tout moment l'arrestation et l'internement. Il n'évita d'ailleurs que de justesse son arrestation à Paris en fuyant en Afrique du Nord, et il échoua à Casablanca ; mais au terme de l'invasion de mai 1940 et la constitution du nouveau gouvernement en France, Casablanca passa sous le contrôle du Gouvernement de Vichy, et c'est ainsi que Weidt passa plusieurs mois dans un camp de concentration en Algérie. Avec la nomination d'un nouveau commandant, il fut toutefois autorisé à danser pour les soldats à l’Opéra d'Alger.
Enfin au mois de novembre 1942, le débarquement des Alliés et l'occupation militaire de l’Afrique française du Nord provoquèrent un changement de régime. Jean Weidt, libéré, s'engagea dans la VIIIe Armée britannique, afin de combattre activement les Nazis, d'abord en Afrique du Nord, puis en Italie.

### Retour à Paris
Ce n'est qu'au printemps 1946, des mois après la capitulation de l'Allemagne, que Weidt fut démobilisé par l'armée britannique. Il rentra immédiatement à Paris, avec la ferme intention d'y vivre, et de former les Ballets des Arts. Charles Dullin lui trouva un studio au Théâtre Sarah Bernhardt, le studio même où l’imprésario Serge de Diaghilev avait reçu Nijinsky en 1909. Il était secondé dans son travail par Dominique (1930-) et Françoise Dupuy,. Les Dupuy, un danseur et une chorégraphe, avaient été ses élèves en 1946, et s'étaient connus lors des cours données par Jean Weidt ; ils perpétuent le souvenir de l’œuvre de Weidt jusqu'au XXIe siècle. À Paris, Weidt reforma sa compagnie et, malgré les pires difficultés financières, entreprit plusieurs tournées à travers un continent dévasté, y compris en Allemagne occupée, puis un autre à Copenhague en 1947. La tournée de Copenhague comportait un concours international de chorégraphie, où Weidt remporta un premier prix grâce à sa pièce révolutionnaire appelée « La Cellule. »  De retour à Paris, toutefois, il trouva son triomphe dénigré par la critique : ses chorégraphies étaient passées de mode. Il renoua pourtant avec le succès lors d'une nouvelle tournée aux Pays-Bas et en Belgique, et sa réputation restait intacte en Allemagne, mais il luttait sans cesse contre les problèmes d’argent. En 1948, il s'installa finalement dans la zone est de Berlin, administrée depuis 1945 comme zone d'occupation soviétique, avec l'espoir d'un appui financier confortable de la part des nouvelles autorités.

### Retour à Berlin
En 1948, Weidt fut chargé de diriger une nouvelle troupe, le Dramatische Ballett à la Volksbühne Berlin. Il reçut des engagements à Schwerin, Hambourg et Chemnitz avec la création, en collaboration avec Hanns Eisler, du Festival Störtebeker en 1954 ; puis en 1966 Walter Felsenstein lui proposa un emploi au Komische Oper Berlin. Au même moment, avec 40 jeunes danseurs amateurs, il créait la troupe Young Dancers, qu'il dirigea jusqu'à sa mort, en 1988.
Dans ses dernières années, Jean Weidt anima l'émission Dance Hour, à laquelle participaient les plus grandes compagnies d'Allemagne de l'Est : ce fut sans doute la principale réussite de Jean Weidt au cours de l'Après-guerre.
En 1988, l'année de sa mort, Jean Weidt fut fait citoyen d'honneur de Rangsdorf, un district de Teltow-Fläming, non loin du quartier où il avait habité.